# Róża (film 1936)
Róża – polski film z 1936 roku, będący adaptacją dramatu Stefana Żeromskiego pod tym samym tytułem.

## Fabuła
Trwa rewolucja 1905 roku. Jan Czarowic, rewolucjonista kocha się bez wzajemności w pięknej Krystynie. Wkrótce bierze udział w zamachu na rosyjskiego generała. Jeden z towarzyszy, aresztowany i szantażowany, zdradza pozostałych. Wkrótce wszyscy bojownicy trafiają do rosyjskiego więzienia, gdzie poddani zostają torturom. Na pomoc przychodzi jednak Krystyna.

## Obsada
- Irena Eichlerówna (Krystyna),
- Witold Zacharewicz (Jan Czarowic),
- Bogusław Samborski (Benedykt Czarowic),
- Kazimierz Junosza-Stępowski (naczelnik urzędu śledczego),
- Lena Żelichowska (Maria),
- Stefan Jaracz (Oset),
- Michał Znicz (Anzelm),
- Dobiesław Damięcki (Dan),
- Mieczysław Cybulski (Grzegorz),
- Zofia Lindorfówna (Grzegorzowa),
- Stanisław Łapiński (Ślaz),
- Andrzej Szpaderski (Oleś, syn Anzelma),
- Janek Wróblewski (Michałek, syn Oseta),
- Stanisław Daniłowicz (student medycyny),